# Olaf Galløe
Olaf Galløe (22. juni 1881 i København – 24. december 1965 i Kongens Lyngby) var en dansk botaniker og likenolog. Han studerede botanik hos professor Eugen Warming ved Københavns Universitet.
Standard-auktorbetegnelse for arter beskrevet af Olaf Galløe: Galløe
Han er begravet på Sorgenfri Kirkegård.
Udvalgte videnskabelige værker
- Galløe, O. (1908) Danske Likeners Økologi. Botanisk Tidsskrift bd. 28 (3).
- Galløe, O. (1909) The structure and biology of arctic flowering plants. 4. Saxifragaceae. 2. The biolocical leaf-anatomy of the arctic species of Saxifraga. Meddelelser om Grønland bd. 36: 237-294.